# Dargun
Dargun (pronunciación en alemán: /daʁˈɡuːn/ⓘ) es un municipio situado en el distrito de Llanura Lacustre Mecklemburguesa, en el estado federado de Mecklemburgo-Pomerania Occidental (Alemania), a una altitud de 10 metros. Su población a finales de 2016 era de 4500 habs. y su densidad poblacional, 40 hab/km².